# Theories of Flight
Theories of Flight è il dodicesimo album del gruppo progressive metal americano Fates Warning, pubblicato il 1º luglio 2016 da Inside Out Music.

## Il disco
Per motivi personali e lavorativi, lo storico chitarrista Frank Aresti partecipa al disco solo come musicista ospite in due assoli e viene sostituito in tour da Mike Abdow, il quale anche figura come ospite con un assolo.
La copertina e le illustrazioni dell’album sono ad opera dell’artista del Michigan Graceann Warn, pittrice e creatrice di assemblage.
Per la promozione, la Inside Out ha rilasciato i videoclip Seven Stars ed SOS, il lyric video From the Rooftops e due filmati playthrough – uno con Matheos alla chitarra, l’altro con Jarzombek alla batteria e Vera al basso - di White Flag.

## Tracce
1. From the Rooftops – 6:52 (Matheos, Alder, Jarzombek)
2. Seven Stars – 5:34 (Matheos, Alder)
3. SOS – 4:37 (Matheos, Alder)
4. The Light and Shade of Things – 10:15 (Matheos, Alder)
5. White Flag – 5:21 (Matheos, Alder)
6. Like Stars Our Eyes Have Seen – 5:16 (Matheos, Alder)
7. The Ghosts of Home – 10:32 (Matheos)
8. Theories of Flight (strumentale) – 4:01 (Matheos)

### Tracce bonus acustiche

#### Disco 2
1. Firefly – 3:15 (Matheos, Alder)
2. Seven Stars – 4:26 (Matheos, Alder)
3. Another Perfect Day – 3:26 (Matheos)
4. Pray Your Gods – 3:45 (Dinning, Guss, Nichols, Phillips)
5. Adela – 2:26 (J. Rodrigo)
6. Rain – 4:03 (Ken Hensley)

- Queste tracce fanno parte dell’edizione speciale mediabook e del doppio LP. Le ultime tre sono cover di, rispettivamente, Toad the Wet Sprocket, Joaquín Rodrigo e Uriah Heep.

## Formazione
- Ray Alder - voce
- Jim Matheos - chitarra
- Joey Vera - basso e cori
- Bobby Jarzombek - batteria

### Ospiti
- Frank Aresti – assolo di chitarra in From the Rooftops a 5:32 e White Flag a 3:42
- Mike Abdow – assolo di chitarra in White Flag a 3:15
- Parlato e campionature sono opera di Carina Tinker

## Classifiche
| Anno | Classifica                | Posizione massima |
| ---- | ------------------------- | ----------------- |
| 2016 | Austria                   | 32                |
| 2016 | Belgio (Fiandre)          | 133               |
| 2016 | Belgio (Vallonia)         | 192               |
| 2016 | Danimarca                 | 70                |
| 2016 | Germania                  | 12                |
| 2016 | Italia                    | 80                |
| 2016 | Stati Uniti (Top Rock)    | 22                |
| 2016 | Stati Uniti (Hard Rock)   | 6                 |
| 2016 | Stati Uniti (Independent) | 12                |
| 2016 | Stati Uniti (Top Album)   | 79                |
| 2016 | Stati Uniti (Heatseekers) | 2                 |
| 2016 | Stati Uniti (Tastemakers) | 8                 |
| 2016 | Svizzera                  | 16                |